# 니콜라오스 안드리아코풀로스
니콜라오스 안드리아코풀로스(그리스어: Νικόλαος Ανδριακόπουλος, 1878년 ~ ?)는 그리스의 체조 선수이다. 그는 아테네에서 열린 1896년 하계 올림픽에 참가했다.

## 올림픽에서 보여준 활약
안드리아코풀로스는 로프등반 경기에 출전했다. 그와 팀동료인 토마스 헤나키스는 꼭대기인 14m까지 오른 유일한 선수였다. 안드리아코풀로스는 23.4초만에 정상에 다다라서 헤나키스를 꺾고 금메달을 목에 걸었다. 이것은 그리스인이 1996년에 요안니스 멜라시니디스가 마루운동에서 금메달을 따기 전까지 획득한 유일한 체조 종목 금메달이었다.
그는 단체 평행봉 종목에도 출전했다. 이 때는 파넬리니오스 체조단 소속으로 출전했으며 은메달을 목에 걸었다.

## 참고 문헌
- Lampros, S.P.; Polites, N.G.; De Coubertin, Pierre; Philemon, P.J.; Anninos, C. 《The Olympic Games: BC 776 – AD 1896》. Charles Beck.(인용구는  보관됨 2008-05-27 - 웨이백 머신에서 가능, 10 MByte)